# ميريديان (مقاطعة لوغان)
ميريديان، مقاطعة لوغان (أوكلاهوما) (بالإنجليزية: Meridian, Logan County, Oklahoma)‏ هي بلدة أمريكية تقع في الولايات المتحدة في مقاطعة لوغن، أوكلاهوما. يقدر عدد سكانها بـ 54 نسمة .